# Runme Shaw
Runme Shaw, de son vrai nom Shao Renmei (邵仁枚, 1er janvier 1901 - 2 mars 1985), est un producteur de cinéma, président et fondateur de la Shaw Organisation de Singapour. Avec ses autres frères, Runje, Runde et Run Run, il est l'un des pionniers de l'industrie cinématographique et du divertissement à Singapour et en Malaisie et a contribué de façon significative à l'introduction du cinéma en Asie, particulièrement en Asie du Sud-Est.
Il est également connu pour ses activités de philanthrope à travers la Fondation Shaw. De plus, il est président de plusieurs conseils d'administration et mécène de nombreuses organisations et a été récompensé par de nombreux prix locaux et étrangers pour son œuvre caritative et sa contribution à l'industrie du cinéma en Asie du Sud-Est.

## Biographie
Runme Shaw est le troisième des six fils d'un marchand de textile de Shanghai nommé Shaw Yuh-hsuen (1867-1920). Né à Zhenhai, celui-ci épouse Wang Shun-xiang (1871-1939) avec qui il a 10 enfants, dont trois mourront en bas âge. Il possède sa propre entreprise d’import-export et est également propriétaire d’une salle d’opéra dans laquelle le frère de Runme Shaw, Runje Shaw, est le principal auteur et metteur en scène des pièces. Néanmoins, ce secteur d'activité finit par faire faillite. Runme est scolarisé dans les écoles traditionnelles, apprenant les classiques chinois et confucéens.
À l'époque où le cinéma en Chine en est encore à ses balbutiements, début XXe siècle, Runje Shaw saisit le potentiel commercial de la production et la distribution de films en Chine. En 1925, il fonde la société cinématographique Tianyi (aussi connue sous le nom de Unique) à Shanghai et démarre la production de films muets. Run Run et Runme (qui travaille alors comme directeur des ventes dans la société commerciale de son père) rejoignent rapidement leur frère dans l'entreprise.
Insatisfaits de leur seul marché intérieur, les frères Shaw recherchent des opportunités à l'étranger. Runme, le responsable de la distribution, se voit confier cette tâche. À l'origine, sa première destination est l'Indochine française où il espère rencontrer les distributeurs locaux mais la permission d'entrer sur le territoire lui est refusée. Lorsque les frères Shaw réalisent le grand potentiel de distribution en Asie du Sud-Est, où vivent de nombreux immigrants chinois, Runme choisit Singapour comme base commerciale.

### L'Empire
Runme Shaw débarque à Singapour dans les années 1925 pour tester le potentiel des films des frères Shaw sur le public local. Il est ensuite rejoint par Run Run avec qui il fonde la Hai Seng Co. (qui deviendra plus tard la Shaw Brothers Pte. Ltd., l'ancêtre la Shaw Organisation) en 1927.
Cependant, pour les nouveaux arrivants comme Runme, trouver des distributeurs et des exploitants pour leur films muets est une tâche délicate. Comme ils sont originaires de Shanghai, Runme et Run Run se retrouvent exclus du marché local dominé par les dialectes chinois (cantonais, hokkien et Teochew) qui contrôlent la région. Les distributeurs de films pensent alors que ces hommes d’affaires vont importer des films directement de Chine et les projeter dans leurs cinémas, et très peu de personnes veulent alors distribuer les films muets des Shaw. Il y a également une alliance entre un grand circuit de salles de cinéma dirigé par le roi du cinéma malais Wang Yu-ting et la société cinématographique Liuhe de Shanghai, un cartel qui boycotte les films des Shaw.
Inébranlables, Runme et Run Run persévèrent pour se tailler une part de marché à eux. En 1927, ils ouvrent leur propre cinéma à Tanjong Pagar (en) pour exploiter leurs films. Ce cinéma fait de bois de fortune, appelé L'Empire, est loué aux frères Shaw pour 2 000 S$ par mois, soit un montant considérable par rapport à la valeur actuelle.
Le premier film projeté à L'Empire est une pièce de théâtre chinoise, Romance de l'opéra, produit par la propre compagnie de Runme. Un drap blanc accroché au plafond sert d'écran dans la salle et le public est assis sur des bancs et des chaises en bois. Pendant la séance, des musiciens, généralement des pianistes, jouent pour accompagner l'action, ce qui vise davantage à masquer le bruit du projecteur qu'à améliorer l'expérience des spectateurs. Seuls deux films par jour sont projetées chaque soir mais, malgré cela, le cinéma attire les foules avec ses films chinois.

### Expansion en Malaisie
Alors que les bénéfices augmentent, Runme s'aventure en Malaisie dans les années 1920 et 1930 tandis que Run Run prend en charge la gestion des affaires à Singapour. Il se rend dans les petits villages et les grandes villes, notamment Kuala Lumpur, Penang et Ipoh, pour distribuer et projeter ses films. Ipoh est choisi comme base en Malaisie, à partir de laquelle l'on peut prospecter de plus petites villes.
Beaucoup de petites villes de Malaisie n'ont alors pas de cinémas. Les frères Shaw testent notamment le marché en installant des cinémas temporaires sur des terrains libres. Un autre moyen est le réaménagement des opéras malais locaux en cinémas après conclusion de coentreprises avec les propriétaires. Partout où leurs films connaissent un succès, les frères Shaw construisent un cinéma permanent. Dans des zones plus rurales, ce sont des cinémas mobiles qui passent.
En installant des cinémas dans toute la Malaisie, les frères Shaw achètent généralement plus de terrains qu'il n'en faut autour de leurs salles. Ce sont les premières opérations immobilières de Runme car il estime à juste titre qu'un cinéma performant profiterait aux entreprises alentour, augmentant ainsi la valeur du terrain. Avec l'augmentation du nombre de cinémas en Malaisie, les frères Shaw se séparent, Runme finissant par prendre en charge le nord de la Malaisie et Run Run, la moitié sud du pays, qui comprend Singapour.

### Expansion durant la période d'avant-guerre
Malgré la Grande Dépression de la fin des années 1920, les affaires des Shaw sont suffisamment solides pour que les frères puissent acheter davantage de cinémas. En 1939, ils exploitent un ensemble de 139 cinémas à travers Singapour, la Malaisie, la Thaïlande, l'Indonésie et l'Indochine. Tous les cinémas sont gérés par la Malayan Theatres Limited, une filiale de la Shaw Brothers. À Singapour, les frères Shaw agrandissent L'Empire et déménagent dans un bâtiment en brique, l'Alhambra, sur Beach Road (en). L'Alhambra est le premier cinéma de Singapour à posséder la climatisation et a projeter des films comme Les Aventures de Robin des Bois avec Errol Flynn.
Les frères Shaw réalisent non seulement leurs propres films, mais importent également des films étrangers que Runme avait apportés au début des années 1930. Il attribue le succès de leurs activités cinématographiques au dur labeur et à la clairvoyance du spectateur, sachant intuitivement les goûts du public pour les films et ce qui les attire.
Outre l’industrie cinématographique, les frères Shaw étendent également leurs activités aux parcs d'attractions, d'abord à Singapour, puis en Malaisie. Ceux-ci sont calquées sur ceux de Shanghai où ils sont populaires auprès des habitants. Ils acquièrent et exploitent deux des trois parcs d’attractions de Singapour, New World Amusement Park (en) à Jalan Besar (en) et Great World Amusement Park (en) à River Valley (en), du milieu des années 1930 aux années 1980. Les frères Shaw créent également des parcs d’attractions dans les principales villes de Malaisie comme Kuala Lumpur et Ipoh.

### Occupation japonaise
En 1942, le début de l'occupation japonaise de Singapour met immédiatement fin à toutes les activités de cinéma et de parc d'attractions des frères Shaw. Runme et Run Run avaient prévu de partir pour l'Australie avec leurs familles, mais leurs plans sont ruinés lorsqu'un quota basé sur l'âge est imposé aux jeunes hommes quittant le pays et que Run Run n'est pas éligible. Abandonnant leurs maisons respectives, les familles de Runme et Run Run emménagent dans la villa des Shaw nouvellement construite à Queen Astrid Park en décembre 1941.
Lorsque les forces britanniques se rendent aux Japonais en 1942, les frères Shaw et leurs familles abandonnent leur domicile de Queen Astrid. L'armée impériale japonaise souhaite que Runme produise et distribue des films de propagande et, malgré ses tentatives de se cacher, Runme est finalement capturé par les Japonais. Tous les cinémas Shaw sont immédiatement confisqués pour la propagande japonaise connue sous le nom de Bunka Eiga Gekijio et les frères Shaw interrogés. Runme est payé 350$ par mois pour réaliser des films durant la Seconde Guerre mondiale, et il continue de superviser le fonctionnement des cinémas à Singapour et en Malaisie. Les frères Shaw sont également autorisés à rouvrir leurs parcs d’attractions au public.
Après l'occupation japonaise, les frères Shaw reprennent leurs activités cinématographiques. Juste avant l'invasion imminente de Singapour, les frères Shaw avaient converti leurs avoirs en or, en bijoux et en argent, enterrés dans leur jardin. Après la guerre, Runme déterre ces objets, reconstruit ses cinémas et relance son activité cinématographique.

### Période d'après-guerre
L'industrie du cinéma prospère après la fin de la Seconde Guerre mondiale et Runme voit ses bénéfices se multiplier. En 1965, les frères Shaw possèdent 19 salles de cinéma à Singapour. Ils ont également 30 salles indépendantes à Singapour sous contrat pour ne projeter que les films distribués par eux-mêmes. Ils ont le plus grand réseau de cinéma de Singapour et étendent rapidement leurs activités dans la région pour finir par compter un réseau de plus de 150 cinémas et six parcs d’attractions en Malaisie et à Singapour.
Du milieu des années 1960 au début des années 1980, Runme devient célèbre pour avoir introduit des films d'arts martiaux dans les cinémas de Singapour. En 1988, la société est réorganisée sous le parapluie de la Shaw Organization Pte Ltd.. En plus du cinéma, les frères Shaw se diversifient également dans diverses opérations immobilières commerciales et résidentielles et comptent plus de 15 filiales exploitant des immeubles de bureaux, des appartements, des galeries marchandes, des hôtels, des établissements de divertissement et des multiplexes.

## Autres postes
Runme Shaw siège également au conseil d’administration de plusieurs organismes et sociétés du gouvernement, en plus de son propre groupe de sociétés de la Shaw Organisation.
Runme est le président du conseil du tourisme de Singapour (en) de 1969 à 1976. Durant son mandat, Runme réorganise le fonctionnement du conseil, ajoute plus de personnel et de capitaux et ouvre des bureaux de tourisme à l'étranger dans des pays tels que l'Australie, le Japon, le Royaume-Uni et les États-Unis.
Son succès dans la transformation du conseil d’administration incite Runme à se présenter comme président du conseil d’administration du club hippique de Singapour (en). Il est également président de la Oversea-Chinese Banking, de Fraser and Neave, président de Ambulance Saint-Jean et de l'Alliance française, et sert à la banque de Singapour (en), au Bukit Timah Saddle Club, au conseil national Saint-Jean et au Shangri-La Hotel, Singapour (en).
Runme est le parrain de la National Kidney Foundation (en), de la Metropolitan YMCA, de l'association de Singapour pour la santé mentale, de l'association cardiaque nationale de Singapour, du conseil Saint-Jean, de la société d'aide aux paralysés, de la société diabétique de Singapour et de l'académie de médecine de Singapour.

## Philanthropie
Runme Shaw fonde la Fondation Shaw en 1958 dont le but principal est de « reverser » les bénéfices de son entreprise à la société.
La Fondation Shaw a fait don de millions de dollars à de nombreuses œuvres de bienfaisance et de nombreuses causes. Bon nombre des bénéficiaires sont des écoles, telles que le lycée Maris Stella (en), l'école anglo-chinoise (en) et l'école Saint Patrick (en), où une partie de ses bâtiments portent maintenant le nom de la Fondation Shaw. En tant que président du club hippique de Singapour pendant 19 ans, Runme a institué l'utilisation des fonds par le club à des fins de recherche médicale et à des fins caritatives.

## Vie privée
Runme Shaw est marié à Peggy et a deux fils (Vee King et Vee Fong) et quatre filles (Doris, Vivien, Nora et Sylvia).

## Honneurs
Pour ses contributions à la société, Runme Shaw a reçu de nombreux prix, dont l'Ordre du Défenseur du Royaume par le Roi de Malaisie en 1965. Cette décoration lui a valu le titre de Tan Sri, titre honorifique qui est le deuxième plus haut du système des titres malais. Parmi ses nombreux honneurs, Runme Shaw a également reçu la médaille Pingat Jasa Gemilang (en) du gouvernement de Singapour (en) et le titre honorifique de Docteur en lettres (en) de l'université nationale de Singapour.

## Mort
Le 1er septembre 1982, à Singapour, Runme Shaw tombe accidentellement. Bien qu’il ait été capable de rentrer chez lui à pied, il s’est rapidement effondré et est resté dans le coma pendant deux ans et demi. Le 2 mars 1985, il décède à l'âge de 84 ans.